# 东方公约
东方公约是1934年苏联、法国为遏制納粹德國而草擬的互助條約。該互助條約由法国外交部部长路易·巴尔杜提出。苏联、法国打算邀請捷克斯洛伐克、波兰、芬兰、拉脱维亚、爱沙尼亚、立陶宛等国一起簽署公约。後來又打算邀請納粹德國加入。根據該條約，任何一個缔约国遭到其他國家进攻时，其他缔约国应自动向被侵略方提供军事援助。結果該互助條約遭到納粹德國反对，波兰也拒绝参加，英、美也反對該條約。同年10月9日，路易·巴尔杜遇刺身亡，东方公约付諸東流。